# Fasti Capitolini
Fasti Capitolini (укр. Капітолійські фасти) — мармурові плити з переліком консулів і тріумфаторів Римської республіки. Незважаючи на те, що збереглися не повністю, фасти є одним з найважливіших джерел з історії Стародавнього Риму.
Капітолійські фасти складаються з двох списків, в яких є лакуни. Це Консульські фасти (перелік консулів з 483 року до н. е. по 13 рік н. е.) і Тріумфальні фасти (перелік полководців, які отримали тріумф в період до 19 року до н. е.). Ці переліки були складені в епоху Октавіана Августа.
Фасти було виявлено в 1547 році на Римському форумі. Зберігаються в Капітолійських музеях.

## Консульські фасти
Консульські фасти мали особливе значення у повсякденному житті римлян: по іменах консулів вівся рахунок років, окрім того, існував порядок, згідно якого, без імен консулів не обходився жоден документ.
Хоча перелік консулів починається з 483 до н. е., офіційно і систематично Консульські фасти почали вестися лише з др. пол. IV ст. до н. е., а попередні роки були відтворені на основі приватних записів, що містили не тільки справжні відомості, але й зумисно викривлені події та ролі в них певних осіб, які вносилися знатними римлянами з метою прославити своїх предків.

### Довідники
- Фасти // Літературознавча енциклопедія : у 2 т. / авт.-уклад. Ю. І. Ковалів. — Київ : ВЦ «Академія», 2007. — М — Я. — С. 525.
- fasti в онлайн-версії «Encyclopædia Britannica».  (англ.)

### Книжки
- Паневин К.В. История Древнего Рима. — Санкт-Петербург : Полигон, 1998. — 918 с. — ISBN 5-89173-035-9. (рос.)